# Valle de las Casas
Valle de las Casas es una localidad española perteneciente al municipio de Cebanico, en la provincia de León, comunidad autónoma de Castilla y León.

## Geografía

### Ubicación
| Noroeste: Valmartino   | Norte: Quintana de la Peña    | Noreste: Llama de la Guzpeña      |
| Oeste: Vidanes         |                               | Este: Santa Olaja de la Acción    |
| Suroeste Villapadierna | Sur: Santa Olaja de la Acción | Sureste: Santa Olaja de la Acción |

## Demografía
Evolución de la población
| Gráfica de evolución demográfica de Valle de las Casas entre 2000 y 2017 |
|                                                                          |
| Población de derecho (2000-2017) según el padrón municipal del INE       |